# Myles Rockwell
Myles Rockwell, né le 19 août 1972 à Durango, est un coureur cycliste américain spécialiste de VTT de descente.
Il est admis au Mountain Bike Hall of Fame en 2019.

## Palmarès

### Championnats du monde
- 2000 :  Champion du monde de descente